# Volley 80 Pétange
Le Volley 80 Pétange (Péiténg) est un club luxembourgeois de volley-ball fondé comme son nom l'indique en 1980 et basé à Pétange à la frontière avec la Belgique et la France et évoluant pour la saison 2009-2010 au plus haut niveau, en Division Nationale.

## Historique
À l'initiative de Firmin Martiny, 70 personnes se réunissent le 20 mars 1980 pour une réunion préliminaire. Le club grandit pour accéder aux divisions nationales. 
Le club s'ouvre aux rencontres internationales, en organisant  des tournois où ses équipes affrontent notamment Budapest, Anderlecht, Asnières, Torhout, Racing Club de France, 1. SC Berlin, Automobilist Leningrad. 
L'équipe masculine obtient un premier titre de champion du Luxembourg en 1997, la section féminine obtenant son premier titre de champion en 2004 et remporte sa première  coupe en 2006.
Il parvient également à se qualifier aux coupes d'Europe, l'équipe masculine devenant la première équipe luxembourgeois à franchir un tour de coupe d'Europe.

## Palmarès
- Championnat du Luxembourg de volley-ball masculin (5)
  - Vainqueur : 1997, 1998, 2000, 2008, 2009
- Coupe du Luxembourg de volley-ball masculin (7)
  - Vainqueur : 1997, 1998, 1999, 2002, 2003, 2004, 2006
- Championnat du Luxembourg de volley-ball féminin (5)
  - Vainqueur : 2004, 2005, 2006, 2008, 2009
- Coupe du Luxembourg de volley-ball féminin (5)
  - Vainqueur : 2006, 2007, 2008, 2009, 2010